# Jacob Johannes Steenbakker Morilyon Loijsen
Jacob Johannes Steenbakker Morilyon Loijsen (Colijnsplaat, 20 november 1899 – 1 januari 1970) was een Nederlands politicus.
Hij werd geboren als zoon van Pieter Anthonij Steenbakker Morilyon Loijsen (1865-1929; predikant)  en Neeltje van der Spek (1864-1905). Zijn vader werd in 1903 beroepen tot predikant van de Nederlands Hervormde kerk in Holten. Zelf werd hij in 1917 volontair bij de gemeente Rijssen. Later dat jaar maakte hij de overstap naar de gemeente Schoonhoven waar hij begon als tijdelijk ambtenaar en het bracht tot adjunct-commies. Steenbakker Morilyon Loijsen ging midden 1921 als commies werken bij de gemeente Boskoop. Hij was daar hoofdcommies en waarnemend gemeentesecretaris voor hij in 1946 benoemd werd tot burgemeester van de gemeenten Benthuizen en Moerkapelle. In december 1964 ging hij met pensioen en vijf jaar later overleed hij op 70-jarige leeftijd.